# Hilwartshausen

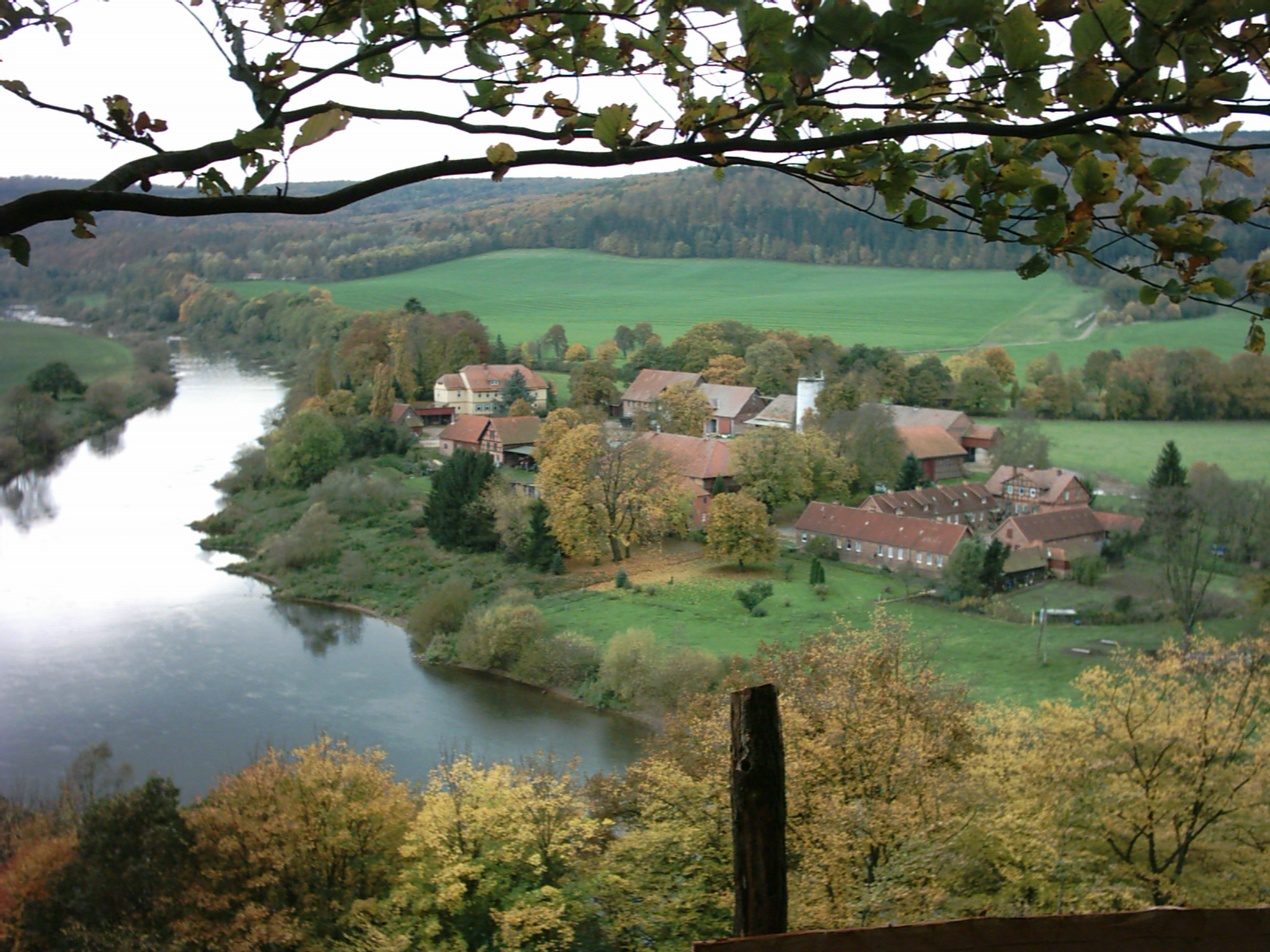
Klostergut Hilwartshausen an der Weser

Das Klostergut Hilwartshausen im Wesertal ist ein Gutshof in der Ortschaft Gimte in der Stadt Hann. Münden (Landkreis Göttingen).

## Geographische Lage
Das Gut Hilwartshausen liegt etwa 3,5 km (Luftlinie) nordnordwestlich der Kernstadt von Hann. Münden. Es befindet sich direkt linksseits der Weser bei Flusskilometer 3,6 auf rund 120 m ü. NHN; am anderen Ufer breitet sich rund 1,5 km südlich des Guts das dörfliche Gimte aus. Die Grenze zu Hessen verläuft zirka 850 m westlich entlang der Ostabdachung des Reinhardswalds bzw. des dortigen Steinkopfs. Am Bergfuß, und damit westlich des Guts, führt in ihrem Abschnitt Reinhardshagen–Hann. Münden (Stadtteil Altmünden) die Bundesstraße 80 in Nord-Süd-Richtung vorbei. Diese teilt sich die Trasse mit der „Frau-Holle-Route“ der Deutschen Märchenstraße und der Wesertalstraße. Unmittelbar nordöstlich der B 80 mündet an der Landesgrenze der vom Steinkopf kommende „Piepengraben“ in die Weser.

## Politik
Hilwartshausen wird auf kommunaler Ebene vom Rat der Stadt Hann. Münden und dem Ortsrat der Ortschaft Gimte vertreten.

## Klostergeschichte

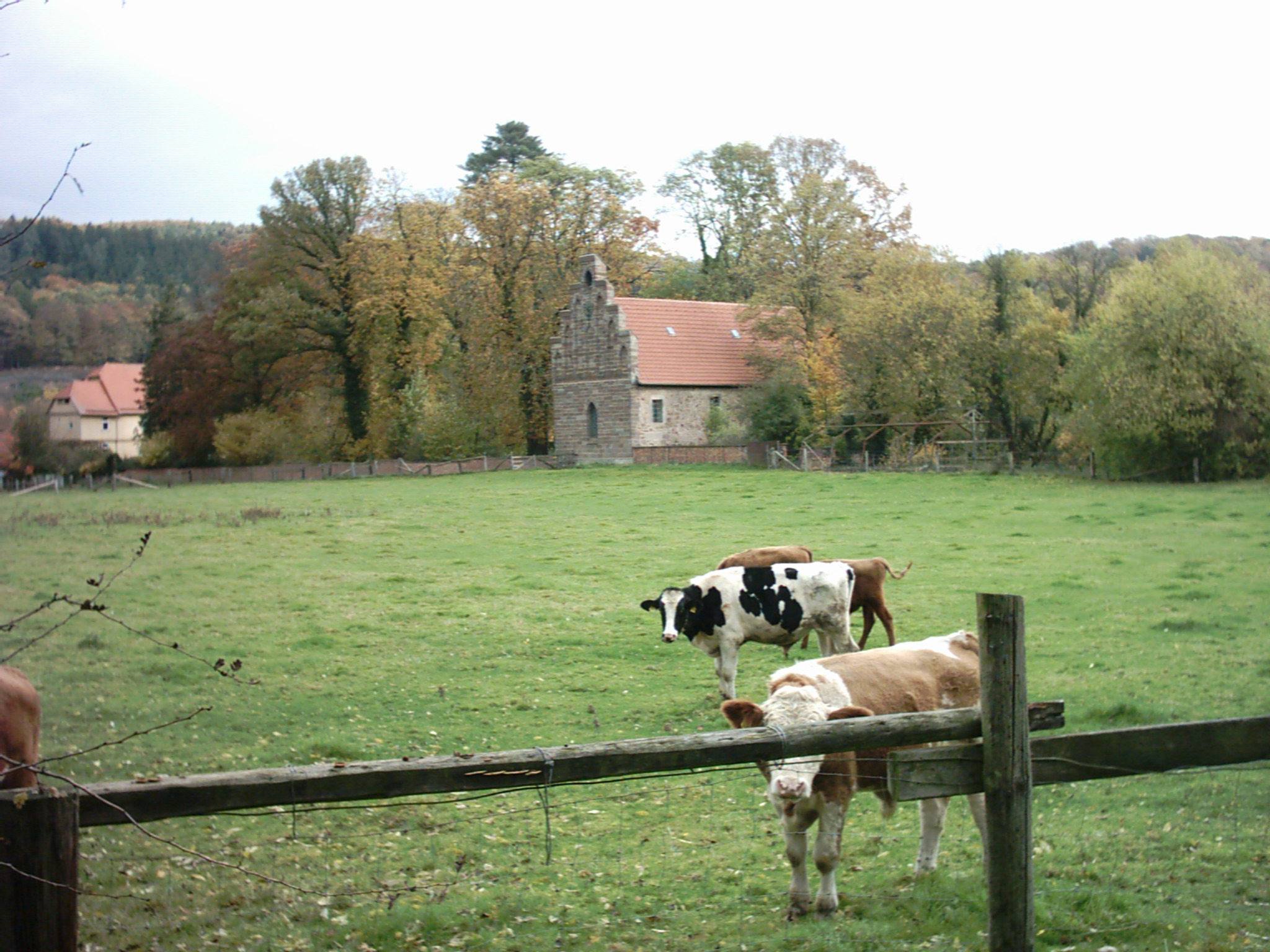
Die gotische Petruskirche

Die erste urkundliche Erwähnung der Siedlung Hilwartshausen findet sich bereits vor der Gründung des Klosterguts in einer Schenkungsurkunde des Bischofs Erkanbert von Minden an das Kloster Fulda aus dem frühen 9. Jahrhundert.
Im Jahr 960 gründeten die matrona Aeddila und König Otto I. das reichsunmittelbare Kanonissenstift Hilwartshausen als Jungfrauenkongregation. Die hierfür errichtete Klosterkirche war dem Märtyrer Stephanus geweiht. Etwa ab dem Jahr 1000 verlor das Stift seinen Status als Reichskloster, da es zum Bistum Hildesheim unter dem Bischof Bernward von Hildesheim kam. Um das Jahr 1007 stellte König Heinrich II. die Reichsunmittelbarkeit wieder her. Seit 1142 wurde das Stift in ein reguliertes Augustinerchorfrauen-Stift umgewandelt. Bereits ab dem 13. Jahrhundert erlangten die Welfen Einfluss auf Hilwartshausen und griffen ab dem 15. Jahrhundert in das Stiftsleben ein. Als welfisches Landkloster hatte es dem jeweiligen Herzog im Welfenschloss Münden finanzielle Verpflichtungen, zum Beispiel durch Steuern. Auf welfische Initiative wurden in Stift Hilwartshausen ab 1452 durch das Kloster Böddeken und Schwestern aus Diepenveen die Reformen der Windesheimer Kongregation eingeführt.
Bis Ende des 16. Jahrhunderts hielt das Kloster am katholischen Glauben fest. 1585 wurde die Reformation durchgeführt, als Herzog Julius von Braunschweig-Wolfenbüttel das Fürstentum Calenberg-Göttingen übernahm. 1615 gab es sieben Stiftsfrauen.

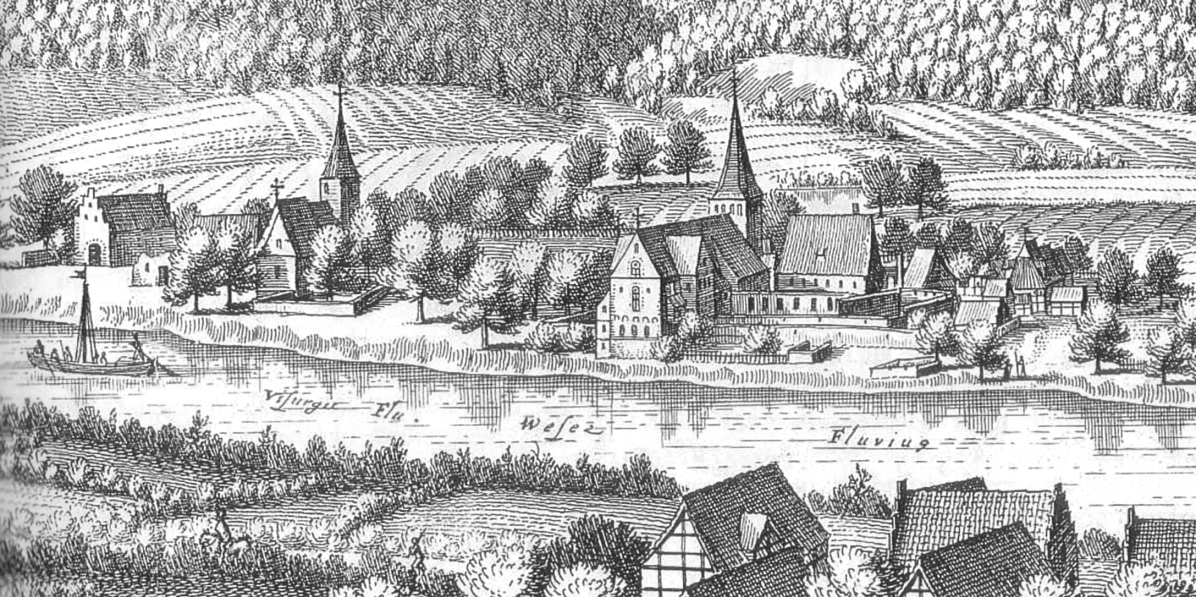
Merian-Stich von Hilwartshausen um 1650
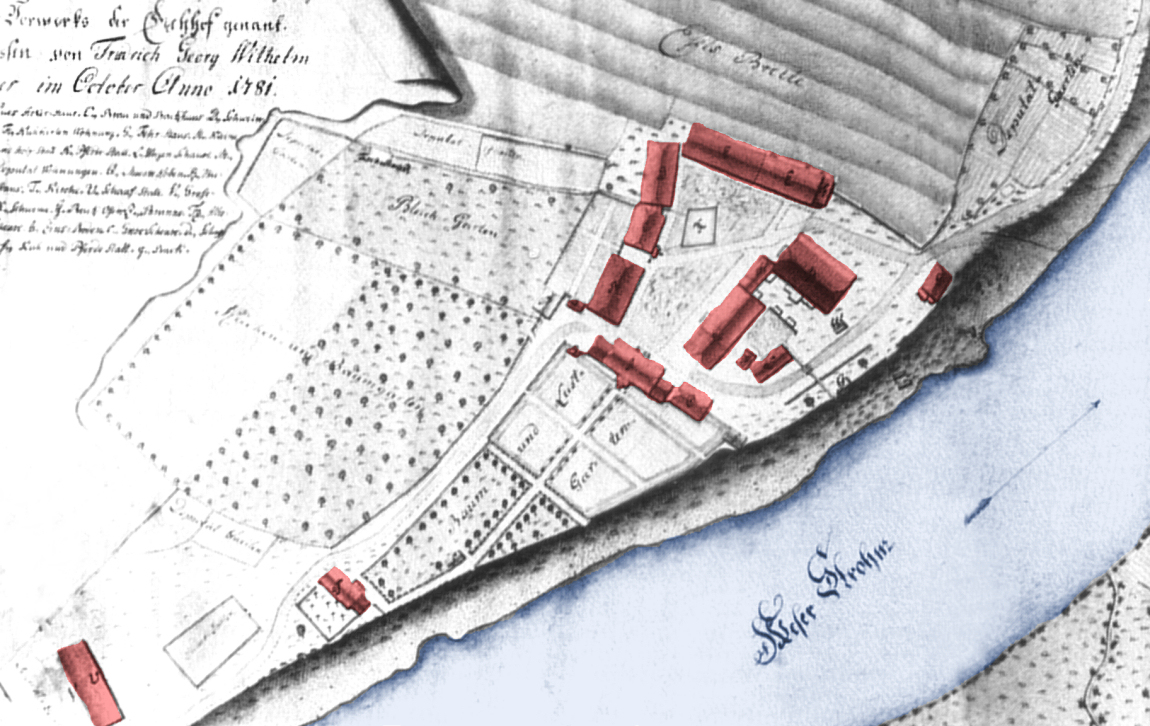
Karte von Hilwartshausen von 1781
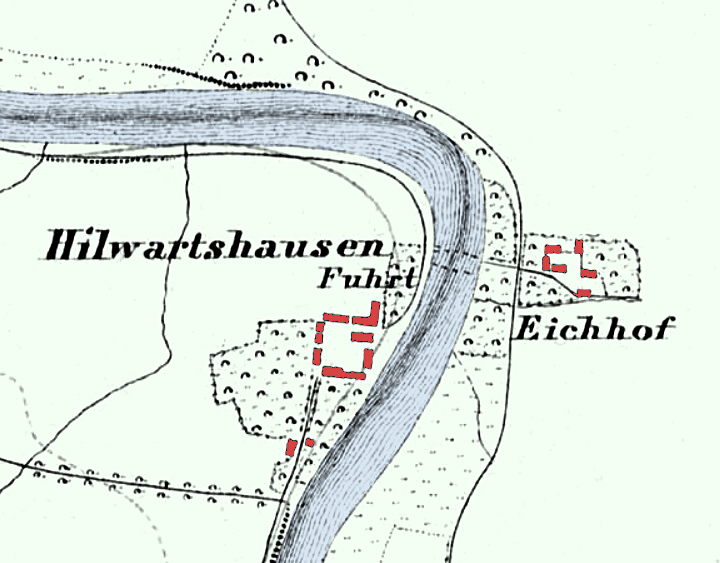
Karte von Hilwartshausen und dem Eichhof mit Furt durch die Weser, 1857 (nachträglich koloriert)
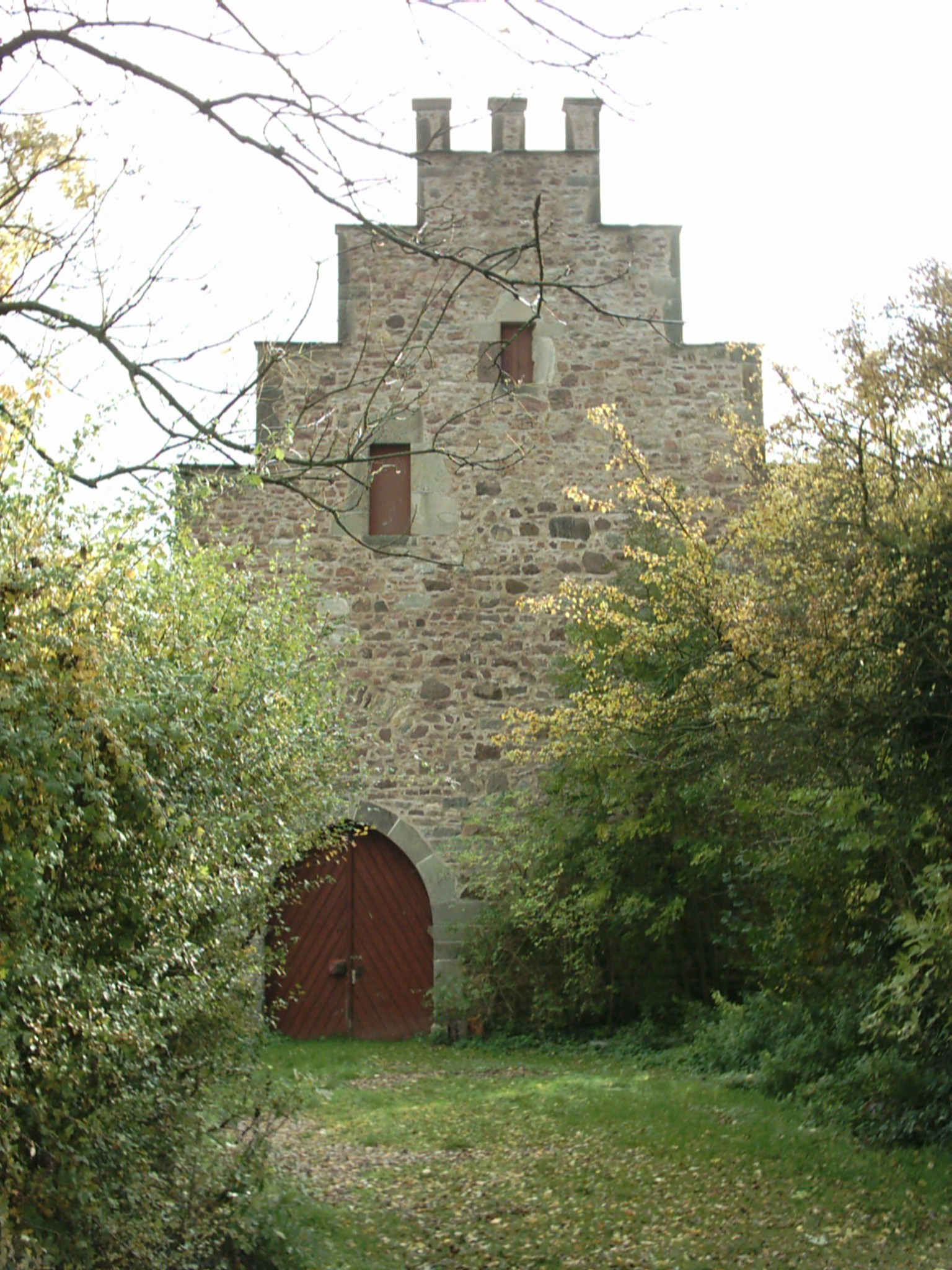
Die gotische Klosterscheune
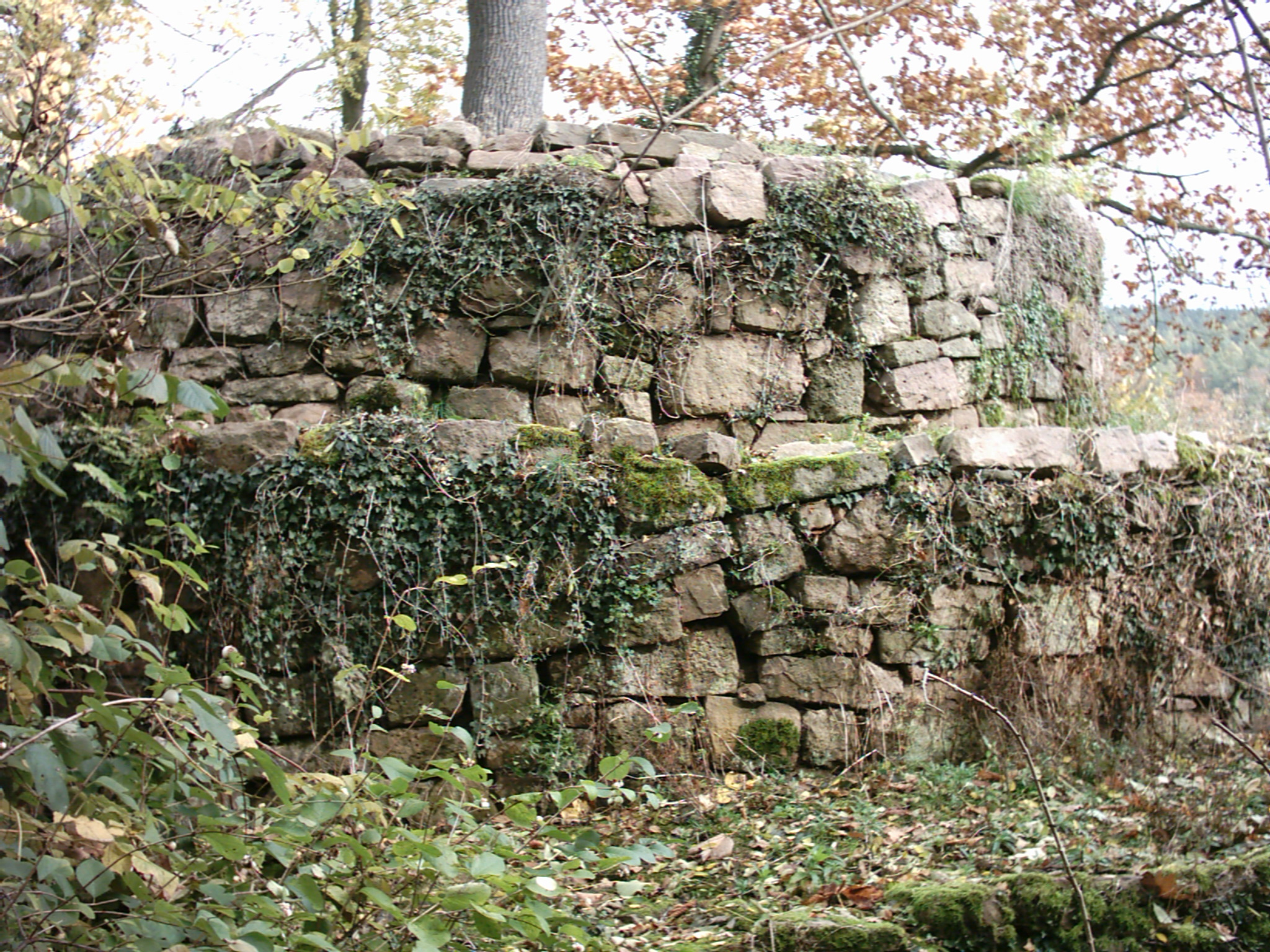
Schneckenturm Hilwartshausen

Das Stift erlitt im Dreißigjährigen Krieg durch die von Johann T’Serclaes von Tilly geleiteten Truppen schwere Zerstörungen. Kurzfristig bezogen 1629 Barfüßermönche und einzelne Nonnen die Klosteranlage, die vertrieben wurden. Danach verfiel die Anlage und wurde abgetragen. Die Klosterkirche wurde 1785 abgetragen (in der kurhannoverschen Landesaufnahme aus diesem Jahr noch verzeichnet), aus den Steinen wurde eine Gartenmauer entlang der Weser errichtet. Nur noch wenige Spuren im fragmentarisch überkommenen, etwa 1786 zu einem Barockpark ausgebauten Klostergarten zeugen von diesem Kirchenbau: Eine kleine Säule mit Kapitell und ein gut erhaltenes Säulenteil unter einer Tischplatte, das vielleicht einmal das Taufbecken trug. In dem heute stark überwachsenen Park ist noch der Schneckenturm als romantisches Gestaltungselement aus der Barockzeit vorhanden. Die für diese Aussichtsplattform verwendeten Steine stammen wahrscheinlich von der verfallenen Klosterkirche.
 In der Nähe der heute noch stehenden gotischen Klosterscheune mit einem markanten Treppengiebel wurde wahrscheinlich im 13. Jahrhundert eine kleine gotische Kapelle außerhalb des Klosterbezirks errichtet, die dem Dorf Gimte auf der gegenüberliegenden Weserseite als Dorfkirche diente. Diese kleine Kirche war dem Apostel Simon Petrus geweiht. Sie wurde etwa 1680 in einem gotisch-barocken Mischstil renoviert und mit einem kleinen Vorbau und einem neuen Eingang versehen. Bei einer neuzeitlichen Renovierung wurden die baufällige Empore entfernt und die Orgel ebenerdig herabgesetzt. Gottesdienste finden hier nur noch an den hohen kirchlichen Feiertagen statt.
Eine kleine Gierseilfähre verband bis Mitte der 1970er Jahre Hilwartshausen mit dem nördlich von Gimte bzw. östlich der Weser gelegenen Eichhof, der ein Vorwerk des Klosters war.

## Friedhöfe

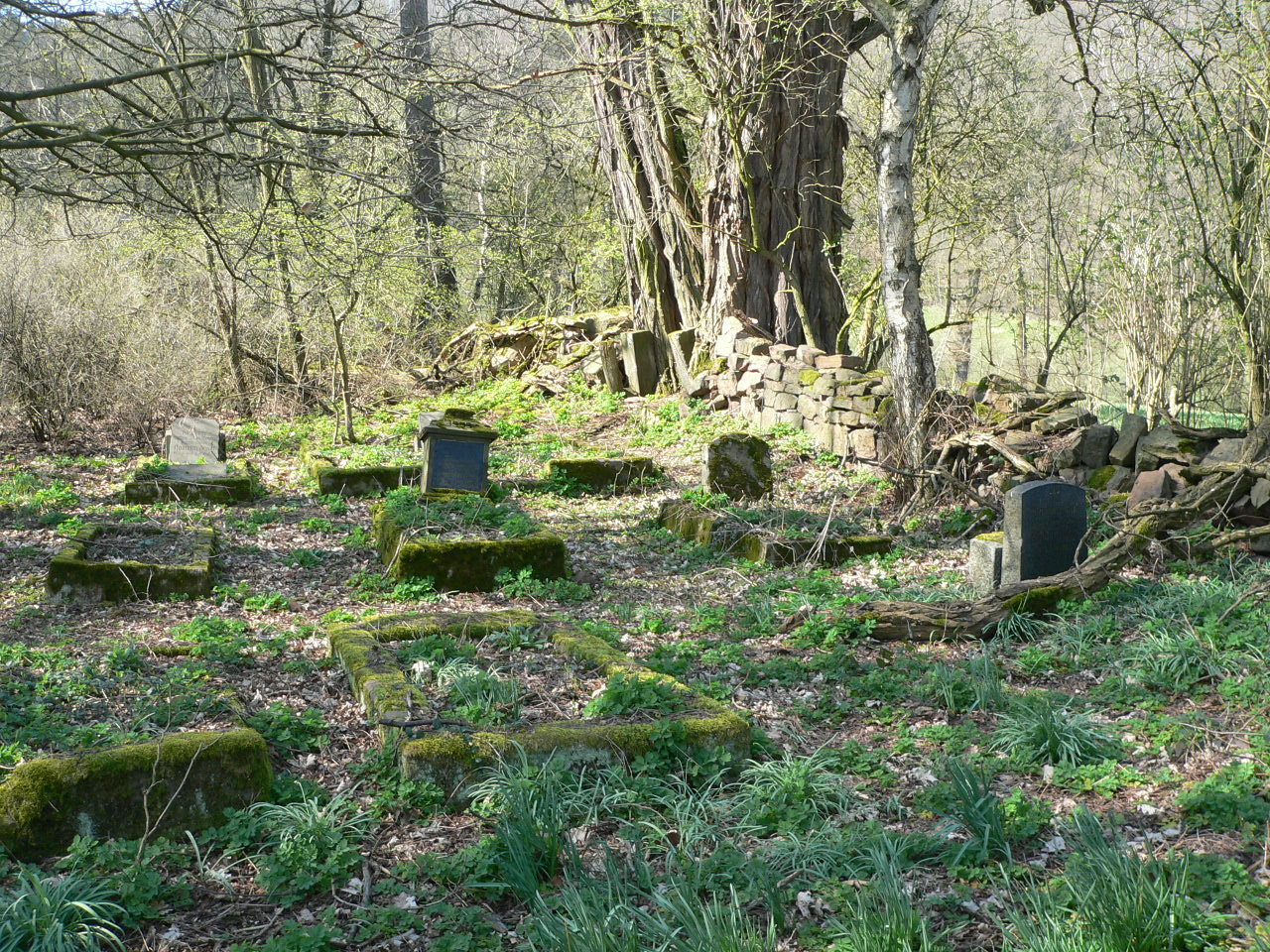
Ehemaliger Friedhof von Hilwartshausen

Bis 1619 bestatteten die Einwohner aus Gimte und dem östlichen, jenseits der Weser gelegenen Nachbarort Volkmarshausen (ein nördlicher Stadtteil von Hann. Münden) ihre verstorbenen Angehörigen auf einem kleinen Friedhof, der unmittelbar an die Petruskirche grenzte. Zur Überführung des Sargs auf die linke Weserseite benutzte man einen Prahm, der, an einem Gierseil hängend, in Höhe des Eichhofs die Weser überquerte. Eisgang behinderte im Winter und Hochwasser im Frühjahr oft die Überfahrt, sodass ein kilometerlanger Umweg über die feste Brücke in Münden genommen werden musste. Besonders das verheerende Hochwasser im Januar 1643, das auch die Gräber an der Petruskirche erfasste, veranlasste die Bevölkerung, diesen Friedhof aufzugeben und auf dem sicheren Berghang, der sich vom Klostergut aus zur hessischen Grenze hin an den Rand des Reinhardswalds erstreckt, neu anzulegen.
Der neue Friedhof wurde durch einen 500 Meter langen, baumbestandenen Weg mit dem Klostergut verbunden und mit einer niedrigen Bruchsteinmauer aus heimischem Sandstein umgeben. Bis 1954 fanden hier Verstorbene aus Gimte und Volkmarshausen eine letzte Ruhestätte. Auch die Pächter des Klosterguts ließen auf diesem Friedhof ihre verstorbenen Angehörigen und Mitarbeiter beisetzen. Seit den 1960er-Jahren ist die Anlage mit ihren rund 20 Gräbern trotz einiger Pflegeversuche von Schulklassen dem Verfall preisgegeben. Eine hölzerne Tafel am Wegrand weist auf die Existenz des Friedhofs hin, der durch eine Öffnung in der nördlichen Einfriedung zugänglich ist.

## Gutshof
Heute ist Hilwartshausen ein landwirtschaftlich modern geführtes Gut im Besitz der Klosterkammer Hannover und in vierter Generation in Pacht vergeben. Schwerpunkte der Produktion liegen in der Rinderzucht und im Getreideanbau. Die kleine Petruskirche kann besichtigt werden, der Schlüssel ist bei der Gutsverwaltung erhältlich.